# 野塚站

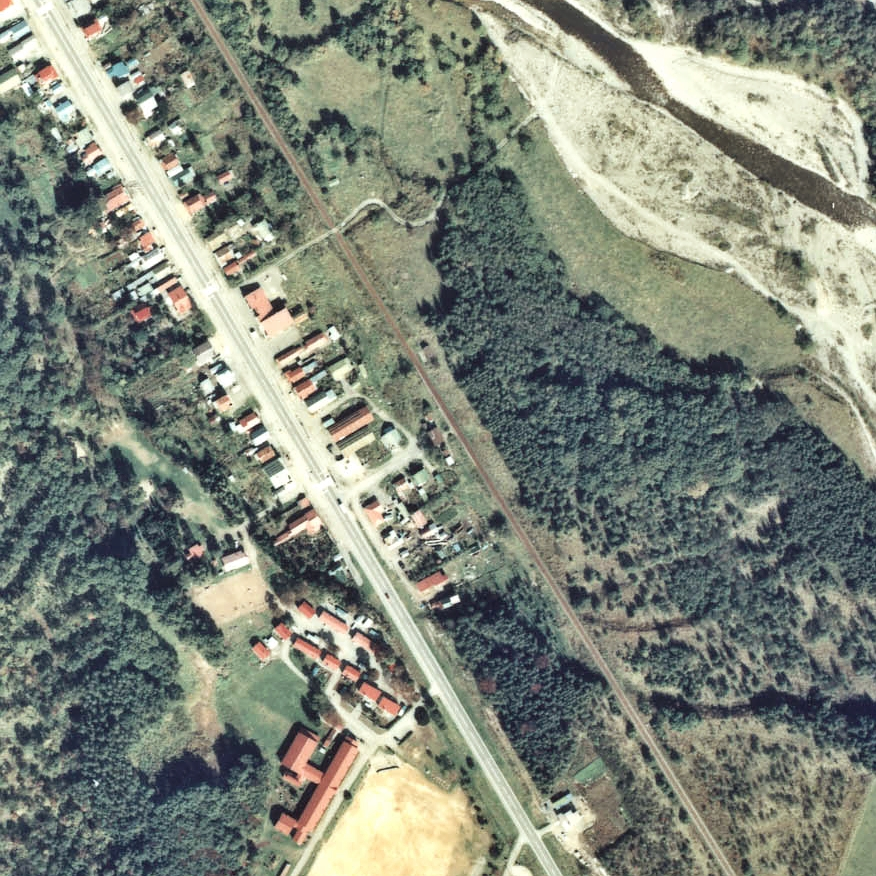
1977年的野塚站與方圓約500米範圍。右下方是廣尾方向。

野塚站（日语：／ Nozuka eki */?）是位於北海道廣尾郡廣尾町字野塚，日本國有鐵道（國鐵）的廣尾線車站（廢站）。隨著廣尾線全線廢線，車站在1987年（昭和62年）2月2日廢除。

## 歷史
- 1932年（昭和7年）11月5日 - 國有鐵道廣尾線 大樹站至廣尾站之間開通（廣尾線全線開通），此站啟用[1]。當時為一般車站[1]。
- 1960年（昭和35年）4月1日 - 成為業務委託車站。
- 1961年（昭和36年）11月6日 - 車站結束處理貨物[1]。
- 1974年（昭和49年）12月15日 - 車站結束處理行李[2]，同時成為無人車站[3]。車站大樓翻新[4]。
- 1987年（昭和62年）2月2日 - 廣尾線全線廢除，此站也廢除[1]。

## 車站構造
截至車站廢除前，此站是地面車站，設有1面1線的單式月台。月台位於路軌西方（廣尾方向的列車會開啟右邊車門）。此站沒有轉轍器。
在車站廢除時為無人車站。在有人車站的時代還有車站大樓，在無人站化之際進行翻新，變成一座智慧的車站大樓。車站大樓位於站內西邊，與月台有一段距離。車站大樓外形與根室本線姉別站相近。

## 站名的由來
車站名稱取自所在地名。地名源自阿伊努語的「ヌプ・カ・ペツ」，其意思是「野中之川」。

## 使用狀況
在1981年度（昭和56年度），1日平均上下車人次為31人。

## 車站周邊
- 北海道道238號更別幕別線[5]
- 國道336號（日语：国道336号）（諾氏古菱齒象國道）
- 十勝野塚郵局
- 廣尾町立野塚小學
- 「野塚」巴士站 - 十勝巴士（日语：十勝バス）：廣尾線替代巴士、JR北海道巴士：高速廣尾Santa號（日语：日勝線）

## 現況
截至1999年（平成11年），鐵路相關設施已經不存在，遺址變成荒野。截至2010年（平成22年）也是同樣。

## 相鄰車站
日本國有鐵道
廣尾線
豐似－野塚－新生

## 注腳
1. 1 2 3 4 5 6  石野哲（編）. . JTB. 1998: 891. ISBN 978-4-533-02980-6 （日语）.
2. ↑  . 官報. 1974-12-12 （日语）.
3. ↑  . 鐵道公報 (日本國有鐵道總裁室文書課). 1974-12-12: 4 （日语）.
4. 1 2 3 4 5  書籍《国鉄全線各駅停車1 北海道690駅》（小學館，1983年7月發行）140頁。
5. ↑  書籍《北海道道路地図 改訂版》（地勢堂，1980年3月發行）12頁。
6. ↑  書籍《鉄道廃線跡を歩くVI》（JTB出版，1999年3月發行）40頁。
7. ↑  書籍《新 鉄道廃線跡を歩く1 北海道・北東北編》（JTB出版，2010年4月發行）89頁。